# Meksyk na Zimowych Igrzyskach Olimpijskich 1928
Meksyk na Zimowych Igrzyskach Olimpijskich 1928 reprezentowało pięciu zawodników (sami mężczyźni). Wystartowali tylko w konkurencji piątek bobslejowych. Był to debiut reprezentacji Meksyku na zimowych igrzyskach olimpijskich.

## SKład kadry

### Bobsleje
Mężczyźni
| Osada | Zawodnik                                                             | Konkurencja | Ślizg 1 | Ślizg 2 | Łącznie | Pozycja |
| ----- | -------------------------------------------------------------------- | ----------- | ------- | ------- | ------- | ------- |
| MEX   | Mario Casasús Ignacio de Landa Genaro Díaz José Díaz Lorenzo Elízaga | Piątki      | 1:44,90 | 1:42,6  | 3:27,6  | 11.     |